# Bacaro

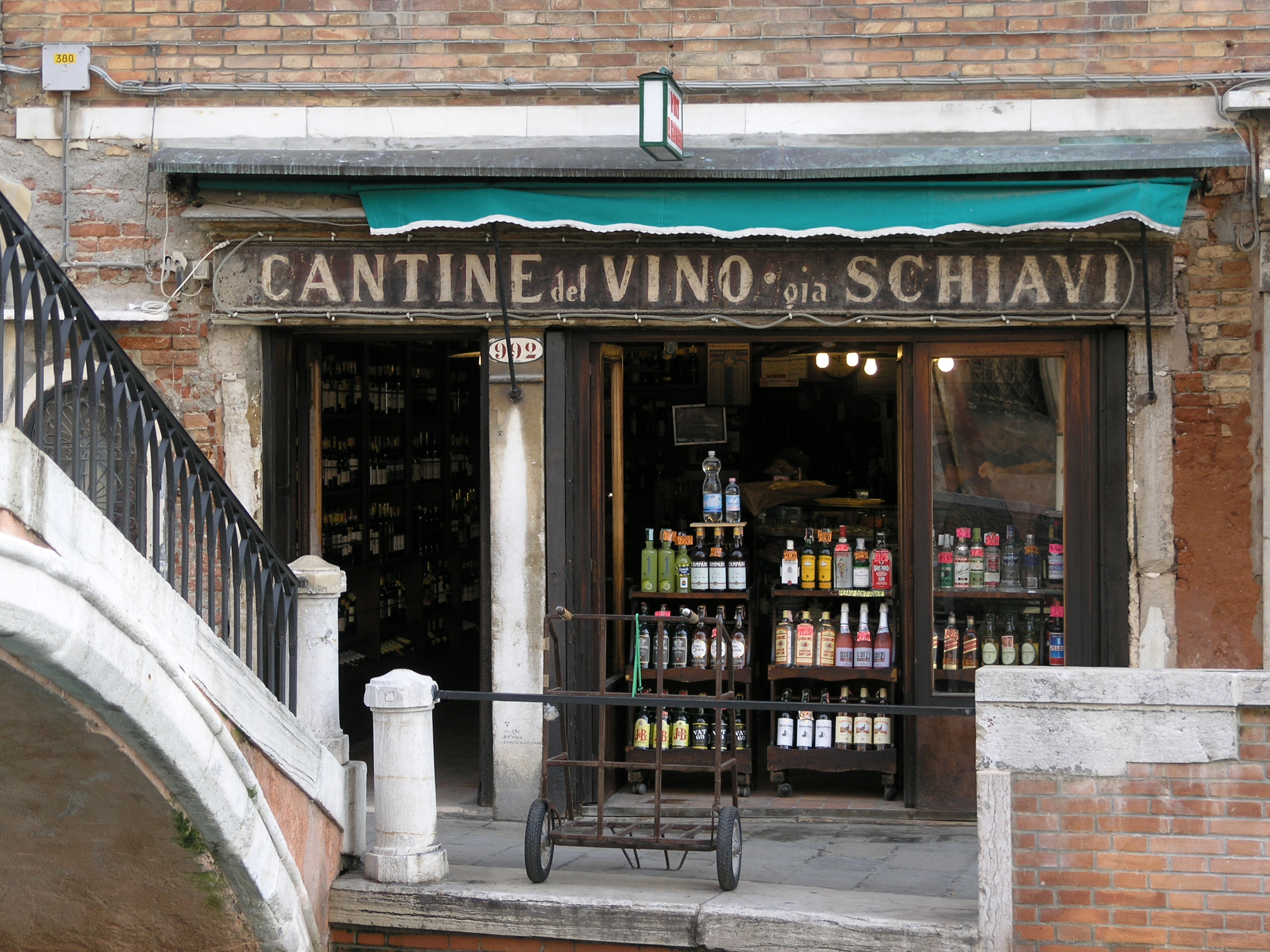
Un bacaro a Venezia, nel sestiere Dorsoduro.

Il bacaro (pron. bàcaro), o bacaréto, è un tipo di osteria veneziana a carattere popolare, dove si trova una vasta scelta di vini in calice (ómbre o bianchéti) e i tipici spuntini (cichéti), o cibi in piccole porzioni. Il bacaro è caratterizzato dalla presenza di pochi posti a sedere e da un lungo bancone vetrinato in cui sono esposti i prodotti in vendita. Più raro è il caso di bacari che servono piatti più elaborati o che offrono un vero e proprio servizio di ristorazione.
Frequentati sia da turisti sia da abitanti del luogo, i bacari, oltre al vino, servono anche le caratteristiche bevande note come "spritz", mentre raramente vengono offerti al pubblico i tipici tramezzini veneziani, destinati ad altri tipi di esercizi, perlopiù bar o locali specializzati. L'esercizio tipico si è trasformato fino ad assumere una fisionomia mista, a metà fra l'osteria e il pub.

## Etimologia

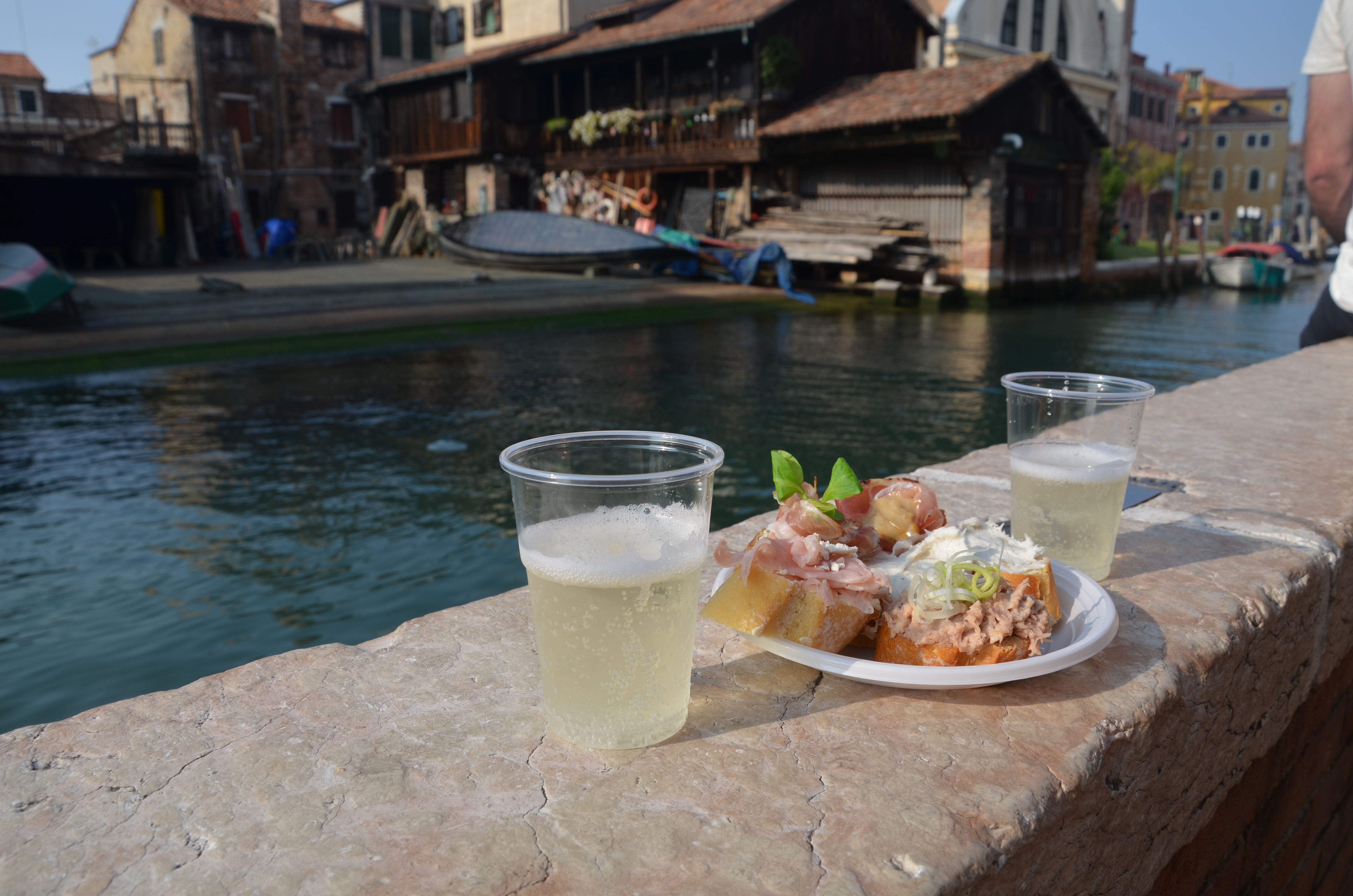
Un piatto di cicchetti e due bicchieri di prosecco.

Il nome bacaro si vorrebbe derivato da Bacco, dio del vino. Secondo un'altra teoria, deriverebbe da "far bàcara", espressione veneziana per "festeggiare". "Bacari" era il nome attribuito, un tempo, ai vignaioli e ai vinai che venivano a Venezia con un barile di vino da vendere in Piazza San Marco insieme con dei piccoli spuntini. Il bicchiere di vino che si beveva si chiamava "ómbra", perché i venditori delle botteghe alla base del campanile di San Marco ne seguivano l'ombra per proteggere il vino dal sole. Per evitare il faticoso trasporto ogni giorno, si cercava in seguito un locale fermo, che si usava come magazzino e come mescita. Altra ipotesi fa invece risalire l'origine successivamente al 1866 quando inizia il commercio dei vini pugliesi (in particolare di Trani) impiegati per "tagliare" ed irrobustire i vini locali che erano di modesta gradazione alcolica e poveri di struttura. Il "Dizionario del dialetto veneziano" di Giuseppe Boerio, anche nella seconda edizione del 1856, non rileva tale termine che è da considerare di formazione successiva. "Bàcaro" era il vino duro, scuro ed amaro ed il termine passò a distinguere le mescite che alcuni vinai pugliesi aprirono in Venezia per vendere direttamente i loro prodotti. I "bacari" si distinguevano dalle "malvasie" cioè dai locali nei quali si vendeva la "malvasia", prodotto di pregio, che da secoli giungeva a Venezia in particolare dalla Grecia.

## Distribuzione
I bacari sono distribuiti più o meno in tutta Venezia. La più alta concentrazione è nei sestieri di Cannaregio e, soprattutto, San Polo.

## Caratteristiche
Questi tipici locali si differenziano dalle comuni osterie per via della modalità di consumazione dei cibi, per il modo in cui questi sono presentati al pubblico, e per le dimensioni e struttura degli ambienti interni. Il bacaro, quindi, è solitamente di piccole dimensioni, con pochi posti a sedere, banconi con sgabelli simili a quelli dei bar e vetrine in cui vengono esposti i cibi. Questi, di solito, sono acquistabili a pezzo, al fine di comporre un piatto con diversi tipi di prodotto diverso. Il bacaro viene visto sia come un esercizio di ristorazione per il pranzo, sia come luogo di aperitivo. I turisti tendono a servirsi di tali esercizi per farvi un vero e proprio pasto completo (anche una decina di pezzi), mentre gli abitanti di Venezia lo usano perlopiù come un ritrovo per bere, o una tappa di più locali in un giro destinato al bere, e il cibo è solo un accompagnamento (uno o due pezzi), in modo da non assumere le bevande a stomaco completamente vuoto. Sono due filosofie completamente diverse nella fruizione dello stesso posto ed entrambe, ai giorni nostri, possono essere ritenute "principali", nonostante il bacaro sia nato perlopiù come luogo d'aperitivo piuttosto che di pranzo o cena.

## Prodotti venduti

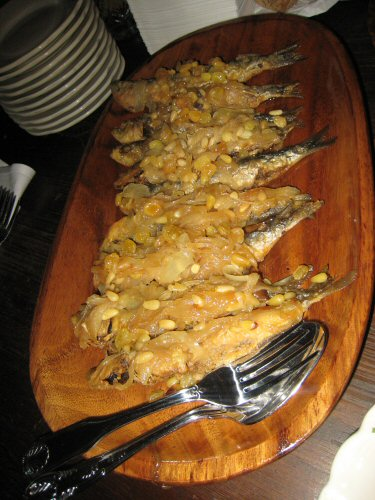
Un piatto di sarde in saor in un bacaro

I prodotti tipici del bacaro sono definiti cicheti in dialetto veneziano e spuncióni o spuncióti a Padova (pron. cichéti, termine derivante dal latino ciccus, ovvero "piccola quantità", italianizzato in cicchetti). Si presentano con un'estrema varietà di forme: di solito sono a base di pesce (ma anche di salumi, carne, e altro) e possono essere semplici o complessi. Tra i cicheti più ricorrenti vi sono i crostini di baccalà mantecato, alici marinate, misto mare o "folpetti" in umido. Ai cicheti a base di pane sono alternati quelli fritti: baccalà fritto, sarde in saor, mozzarelle in carrozza, verdure in pastella, ecc. Le composizioni, tuttavia, sono fra le più disparate ed originali; ciò che le accomuna, però, è la praticità del cibo informale: potendo essere mangiati senza l'utilizzo di posate, non richiedono la necessità di tagliarli o di sedersi a un tavolo.
Le ombre, servite in calici di piccole dimensioni, prevedono normalmente la mescita del vino della casa, tipicamente rosso, mentre il bicchiere di vino bianco della casa, nello stesso quantitativo e nello stesso tipo di bicchiere, viene chiamato anche bianchìn o biancheto. Nei bacari è comunque possibile trovare selezioni a volte anche ampie di vini di tutte le qualità.

## Esportazione del fenomeno
Nei primi anni del 2010 il fenomeno dei cicheti veneziani è esploso nel Regno Unito diventando una vera e propria moda culturale che si è associata a un'altra tradizione italiana, quella dell'aperitivo. L'usanza è internazionalmente conosciuta con il termine italiano "cicchetti" che ha sostituito quello originale veneziano. In Italia, invece, il fenomeno non si è molto sviluppato oltre i confini del capoluogo veneto, rimanendo fenomeno caratteristico della città di Venezia. Al suo posto si sono diffuse, soprattutto a Milano, le pressoché identiche (ma storicamente più recenti) tapas della cucina spagnola.